# Clonmel
Clonmel (irisch Cluain Meala dt.: Honigwiese) ist eine Stadt im Süden des Countys Tipperary in der Republik Irland und einer der beiden Verwaltungssitze von Tipperary. Sie hat 18.369 Einwohner (2022, Agglomeration).

## Lage
Die Stadt liegt in einem Tal, das von einer Reihe von Bergen gesäumt wird. Die Comeragh Mountains (Sléibhte an Chomaraigh) liegen im Süden, während im Nordosten der Stadt der Slievenamon (Sliabh na mBan) liegt. Durch Clonmel fließt die Suir.

## Geschichte
Die ersten Zeugnisse einer Besiedlung der Gegend ist ein megalithisches Grab in Lower Gurteen, etwas außerhalb Clonmels. Die Gegend war bewohnt von einem keltischen Stamm, der den Namen „Déisi“ trug. Spuren einer älteren, wahrscheinlich eine nicht indogermanische Sprachen sprechenden Bevölkerung finden sich in einigen Ortsnamen und vor allem bei Flüssen und Bergen.
Etwas außerhalb des benachbarten Marlfield befindet sich auch einer der größten alten heiligen Brunnen Irlands. Der Legende nach war der heilige Patrick auf dem Weg nach Süden, um die Bekehrung des heidnischen Irlands zum Christentum zu vollenden, als er den heiligen Declan von Ardmore traf, der bereits in dieser Gegend tätig war. Die beiden hatten eine Meinungsverschiedenheit darüber, wie sie am besten vorgehen sollten, um dem regionalen Königreich Déisi Muman zu predigen, zu dem Declan gehörte und in dem Patrick fremd war. Doch anstatt zu kämpfen, beschlossen die beiden, zusammenzuarbeiten, und Patrick erhielt als Zeichen des guten Willens die natürliche Quelle, die zum St. Patrick's Well wurde. Heute steht ein kleines Kreuz aus dem 5. Jahrhundert auf einer kleinen Insel in einem künstlichen Becken.
In den Annalen von Ulster wird berichtet, dass im Jahre 916 in der Gegend von Clonmel eine Schlacht zwischen den Uí Néill und den Wikingern stattfand. Bei dieser Schlacht wurden 100 Männer getötet.
1206 wurde William de Burgh die Herrschaft über die Güter Clonmel, Kilsheelan und Kilfeakle übertragen. Im Mittelalter wuchs Clonmel sehr stark, und bis heute können viele Überreste aus dieser Zeit gefunden werden. Einst war die Stadt vollständig von einer Stadtmauer umgeben, von der heute aber nur noch ein kleiner Teil erhalten ist. Oliver Cromwell belagerte Clonmel 1650 und nahm es schließlich ein, wenn auch unter schweren eigenen Verlusten.

## Wirtschaft und Verkehr
Die Stadt hatte schon immer ein reiches Geschäftsleben. Die Binnenschifffahrt über den Suir war in der Vergangenheit die Grundlage für reichen Handel. Später wurde Clonmel an die Bahnverbindung Waterford – Limerick angeschlossen; die Stadt liegt auch an der N24 zwischen Limerick und Waterford.
Heute ist Clonmel in Irland hauptsächlich wegen der Produktion der Cider-Sorte Bulmers Original Irish Cider bekannt, die außerhalb von Irland unter dem Namen Magners vermarktet wird, um Verwechslungen mit dem gleichnamigen englischen Bulmers Original zu vermeiden.
Des Weiteren betreibt das Pharmaunternehmen STADA eine Produktionsstätte in Clonmel.

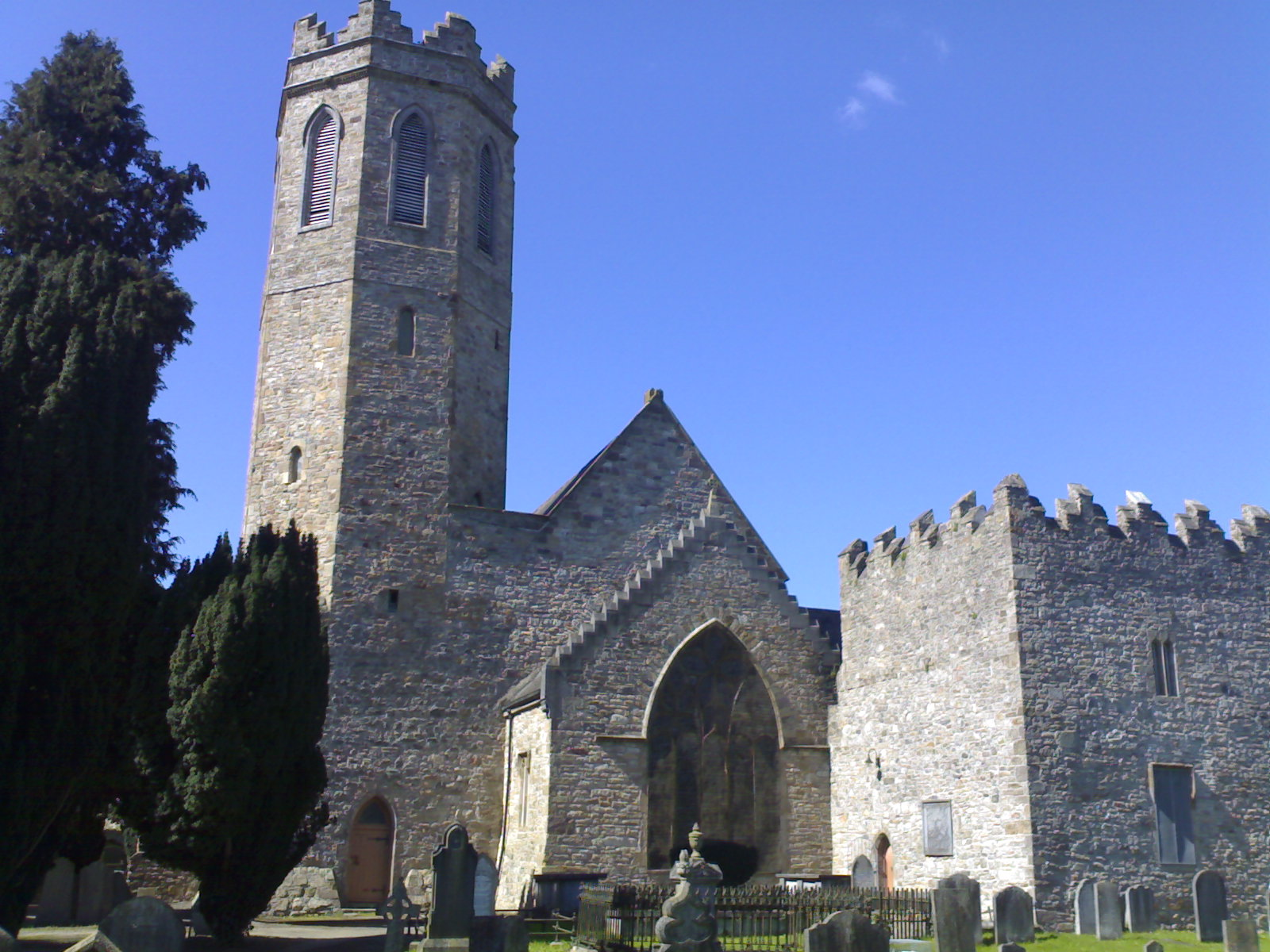
Old St. Mary’s Church

## Sehenswürdigkeiten
Eines der auffallendsten Bauwerke der Stadt ist die Old St. Mary’s Church. Wie viele Kirchen in Irland ist sie vor langer Zeit (wahrscheinlich im 13. Jahrhundert) gebaut und später viele Male renoviert und umgebaut worden. Bald nach der Erbauung wurde die Kirche befestigt, da die Stadt für die Earls of Ormonde und später die Earls of Kildare eine strategische Bedeutung erlangte. Während der Belagerung durch Cromwell wurden einige Teile dieser befestigten Kirche zerstört.

## Städtepartnerschaften
Clonmel ist durch Städtepartnerschaften verschwistert mit
| - Costa Masnaga in Italien - Gangi in Italien - Reading im Vereinigten Königreich, seit 1994 | - Eysines in Frankreich, seit 1994 - Trofaiach in Österreich, seit 1998 - Peoria (Illinois) in den USA, seit 1998 |

## Söhne und Töchter der Stadt
- Laurence Sterne (1713–1768), englischer Schriftsteller
- William J. Duane (1780–1865), US-amerikanischer Politiker und Finanzminister
- Seán Treacy (1923–2018), Politiker
- Jackie Fahey (1928–2019), Politiker
- Carrie Acheson (1934–2023), Politikerin
- Frank Patterson (1938–2000), Tenorsänger und Schauspieler
- Mícheál Ó Súilleabháin (1950–2018), Pianist und Komponist
- Anne Anderson (* 1952), Diplomatin
- Terry McHugh (* 1963), Speerwerfer und Bobfahrer
- Con Sheehan (* 1989), Boxsportler